# Milutin Bojić
Milutin Bojić (Belgrado, 18 maggio 1892 – Salonicco, 8 novembre 1917) è stato un poeta, drammaturgo e critico letterario serbo, considerato uno tra i migliori poeti serbi.

## Biografia

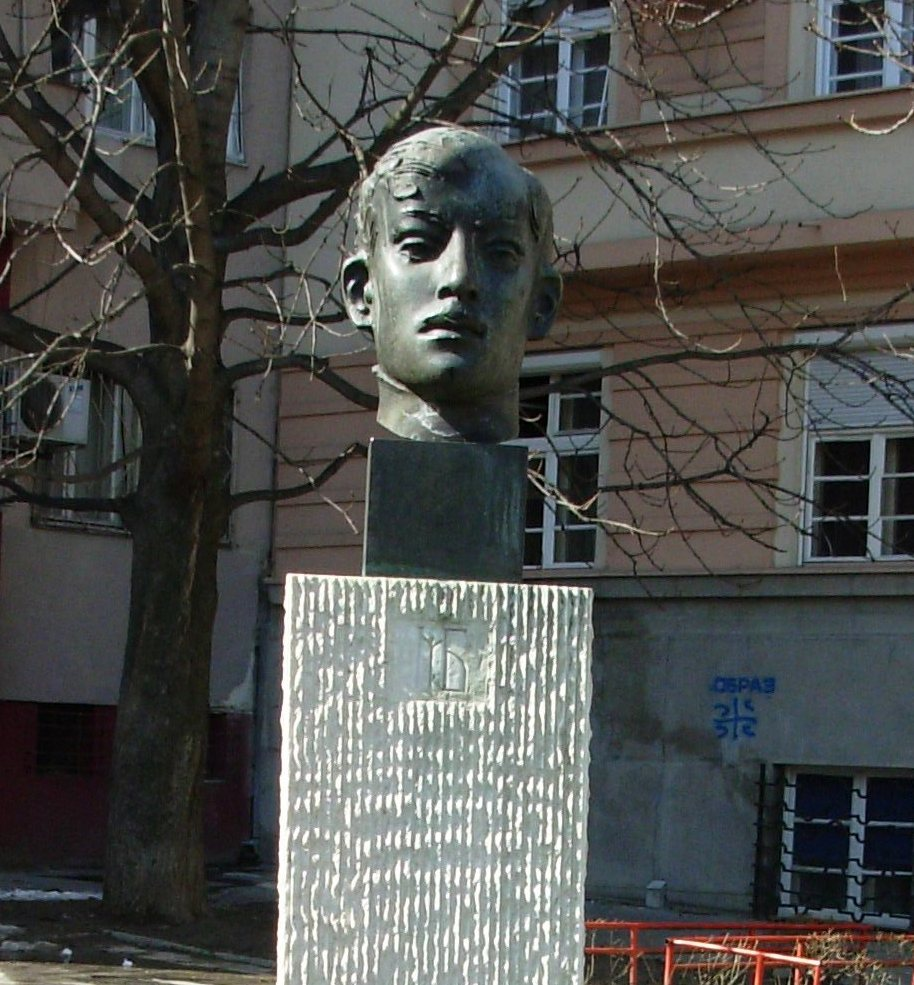
Busto di Milutin Bojić a Belgrado

Milutin Bojić nacque a Belgrado il 19 maggio 1892, in una famiglia di artigiani. La sua famiglia si trasferì da Zemun a Belgrado, mentre i suoi antenati provenivano dalla Bosnia. Suo padre si chiamava Jovan, ed era un calzolaio di professione con una bottega artigianale.
Sua madre si chiamava Sofia, originaria della famiglia Bogojević. Milutin era il più vecchio dei loro cinque figli. Aveva due fratelli di nome Radivoje e Dragoljub e due sorelle, Jelica e Danica.
La sua famiglia si trasferì da Zemun a Belgrado, mentre i suoi antenati provenivano dalla Bosnia.
Trascorse la sua infanzia in un'atmosfera lavorativa, e quell'aspetto formò la sua personalità. Milutin frequentò la scuola elementare di Terazije, poi dato che aveva un buon rendimento scolastico, venne iscritto nel 1902  al dipartimento reale della Seconda scuola superiore di Belgrado e dal 1905 all'Università di Belgrado.
Durante la sua carriera di studi e durante le guerre balcaniche, si dedicò al giornalismo, anche di guerra, collaborando con Dnevnom listu, Vencu, Delu, Srpskom književnom glasniku e Pijemontu.
Studiò le opere della letteratura mondiale, della storia della filosofia, della psicoanalisi moderna e le nozioni di base della psicologia, studiò l'arte teatrale nazionale e straniera e insegnò molte lingue estere.
Esordì con il dramma La caduta reale (Kraljeva jesen, 1913), a cui seguì La signora Olga (Gospođa Olga, 1913). Contemporaneamente scrisse le liriche Poesie (Pesme, 1914), e un poema lirico intitolato Caino (Kain, 1915) e si convertì in un poeta patriottico, cantore dell'orgoglio e del dolore della propria nazione: Poesie dell'orgoglio e del dolore (Pesme ponosa i bola, 1917).
La situazione precipitò con la prima guerra mondiale, la madre morì e lui con i suoi fratelli andarono in esilio dapprima a Corfù e poi a Salonicco, seguendo le truppe serbe in ritirata, ma si ammalò di tubercolosi e morì all'età di venticinque anni l'8 novembre 1917.
Meglio conosciuto per la canzone Tomba blu (Plava grobnica) dedicata ai soldati serbi che morirono dopo lo sbarco a Corfù, nel 1916, e i cui corpi vennero gettati in mare nei pressi dell'isola greca di Vida.
È anche conosciuto per i suoi testi d'amore e versi patriottici basati su motivi nazionali, biblici e classici.
Postumi vennero pubblicati i suoi Sonetti (Soneti, 1922); con la sua morte prematura, l'autore lasciò manoscritti anche alcuni drammi di ispirazione patriottica e di forma simbolica.
Il suo contributo al teatro serbo e alla critica letteraria è stato significativo.

## Opere

### Poesie
- Pjesme (1914);
- Kain (1915);
- Pjesme bola i ponosa (1917).

### Drammi
- Lanci (1910);
- Kraljeva jesen (1913);
- Gospođa Olga (1913);
- Despotova kruna;
- Pakao;
- Slijepi despot;
- Dvanaesti čas;
- Uroševa ženidba.

### Parodie
- Poslije večere;
- Stan za samca;
- Molitva B. Radičevića (1910);
- Jutro Jove Ilića (1910);
- Ponoć Đure Jakšića (1910).

### Epigrammi
- Predavanje (1910);
- Čudne praske (1912);
- Svakog dana Presa traži (1912);
- Posljednji čovjek (1912);
- Beogradski pastel (1912);
- Mokar barut (1913);
- Enver-bej u Kirenajci (1913);
- Jedna opomena (1913);
- Imitacija (1913);
- Prema svecu i tropar (1913);
- Prorok poslije Hrista (1913);
- Ne služi ga karta (1913);
- Baja-Ganje se pravda (1913);
- Sve je iscrpljeno! (1913);
- Kibicovanje (1913);
- Baja-Ganje pobjeđuje (1913);
- Pred ručak (1913);
- Samo strpljenja! (1913);
- Slaba vajda (1913);
- Spiritus rektor (1913);
- Kolera slovenska (1913);
- Šala, de (1913);
- Kuku, šta ću s Fečom? (1913);
- Svak sudi po sebi (1913);
- Iz zemlje čuda (1913).